# Dampierre-sur-Linotte
Dampierre-sur-Linotte è un comune francese di 751 abitanti situato nel dipartimento dell'Alta Saona nella regione della Borgogna-Franca Contea.

## Società

### Evoluzione demografica
Abitanti censiti